# Abdoulaye Sékou Sow
Abdoulaye Sékou Sow (ur. 1931 w Bamako, zm. 27 maja 2013 tamże) – malijski polityk, prawnik, nauczyciel akademicki, premier Mali od 12 kwietnia 1993 do 4 lutego 1994.
Ukończył liceum we Francji, następnie studiował w Paryżu i Montpellier filozofię, ekonomię i prawo. Po przyjeździe do Mali w 1961 pracował w agencji turystycznej. Po powrocie do Francji ukończył studia podyplomowe z zakresu psychopedagogiki w Saint-Cloud, obronił także doktorat z zakresu prawa publicznego i zdobył uprawnienia zawodowe. Po powrocie do Mali przez rok pracował jako dyrektor École Nationale d’Administration oraz doradca techniczny ministrów rozwoju i energii, został później uwięziony na 5 lat. Po uwolnieniu powrócił w 1976 na stanowisko dyrektora ENA. W 1977 zakończył służbę cywilną i rozpoczął praktykę jako notariusz, kilkukrotnie odmawiając propozycjom kariery politycznej.
W 1991 był jednym z założycieli partii ADEMA-PASJ po upadku reżimu Moussy Traoré. Od czerwca 1992 piastował funkcję ministra obrony. W kwietniu 1993 prezydent Alpha Oumar Konaré powołał go na funkcję premiera, którą pełnił do lutego 1994. Po zakończeniu kadencji powrócił do pracy w notariacie, publikował także artykuły naukowe z zakresu prawa administracyjnego. W kwietniu 2003 powołany w skład sądu konstytucyjnego. W 2008 opublikował książkę L’Etat démocratique républicain: la problématique de sa construction au Mali, która wywołała kontrowersje w Mali.
Był żonaty, miał czwórkę dzieci. Wielki Oficer Orderu Narodowego, oficer Legii Honorowej.
Zmarł 27 maja 2013 w swoim domu w Bamako.